# جو ریکارد
جو ریکارد (انگلیسی: Joe Rickard; زاده ۱ ژوئیهٔ ۱۹۸۱) موسیقی‌دان، تهیه‌کننده موسیقی، مهندس، ویراستاری، برنامه‌نویس اهل ایالات متحده آمریکا است. وی از سال ۲۰۰۴ میلادی تاکنون مشغول فعالیت بوده است.